# Julius Franz (Politiker)
Julius Franz (* 4. November 1881 in Rackschütz, Landkreis Neumarkt; † 1938 in Breslau) war ein deutscher Gewerkschafter und Politiker (SPD).

## Leben
Nach dem Besuch der Volksschule war Franz von 1895 bis 1898 als landwirtschaftlicher Arbeiter beschäftigt und danach bis 1908 als Bergarbeiter tätig. Er wirkte von 1908 bis 1909 als Kolporteur für die Breslauer Volkswacht in Altwasser und war von 1909 bis 1911 als Lokalangestellter für den Deutschen Bergarbeiterverband tätig, zunächst in Gottesberg, seit 1910 in Waldenburg. Des Weiteren war er Absolvent der zentralen Gewerkschaftsschule in Berlin. Von Oktober 1911 bis 1918 arbeitete er als Redakteur für die Schlesische Bergwacht in Waldenburg und ab 1914 fungierte er auch als Vorsitzender der Filiale des Bergarbeiterverbandes in Gottesberg. Von 1918 bis 1927 war er Bezirksleiter des Verbandes der Bergarbeiter Deutschlands für den Bezirk Oberschlesien in Kattowitz, seit 1922 in Hindenburg.
Franz schloss sich politisch den Sozialdemokraten an, wurde Mitglied des Vorstandes der SPD Waldenburg und war 1919 Bezirksbeiratsmitglied des Demobilmachungsausschusses für den Regierungsbezirk Oppeln. Von 1919 bis 1921 war er Mitglied der Preußischen Landesversammlung und von 1921 bis 1933 Mitglied des Preußischen Landtages. Während des Abstimmungskampfes in Oberschlesien 1921 betätigte er sich im deutschen Ausschuss. Für seine dortigen Leistungen wurde er mit dem Schlesischen Adlerorden und der Abstimmungsmedaille ausgezeichnet. Franz war von April bis September 1927 besoldeter Stadtrat in Gleiwitz, dann bis April 1930 zunächst Zweiter Bürgermeister und schließlich bis zu seiner Beurlaubung im April 1933 Oberbürgermeister von Hindenburg. Daneben gehörte er dem Vorstand des schlesischen und oberschlesischen Städtetags an, war Vorsitzender der Vereinigten Verbände heimattreuer Oberschlesier im Stadtbezirk Hindenburg und fungierte seit 1930 als Aufsichtsratsmitglied der Preußischen Bergwerks- und Hütten AG.